# Marathon van Berlijn 2008

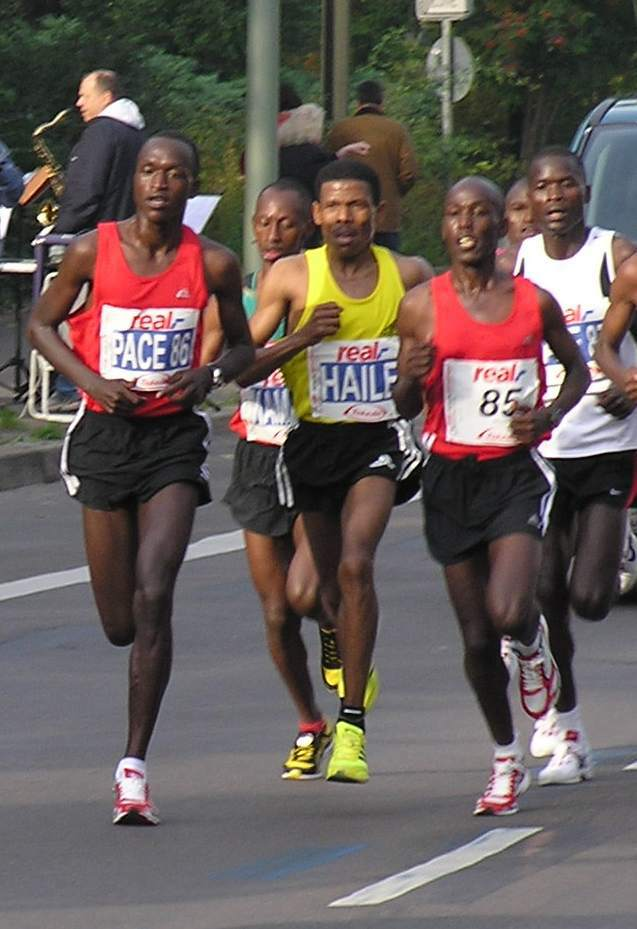
Haile Gebrselassie tijdens de wedstrijd

De marathon van Berlijn 2008 vond plaats op zondag 28 september 2008.
De Ethiopiër Haile Gebrselassie won, evenals het jaar ervoor, de wedstrijd bij de mannen. En net als de vorige keer deed hij dit met een wereldrecord. Ditmaal verbeterde hij zijn het jaar ervoor gevestigde wereldrecord op de marathon van 2:04.26 met 27 seconden, wat inhield dat hij uitkwam op 2:03.59. Hiermee werd de Ethiopiër de eerste atleet ter wereld die door de grens van 2 uur en 4 minuten heenbrak.
Bij de vrouwen won Irina Mikitenko in 2:19.19, waarmee de Duitse slechts negen seconden verwijderd bleef van het parcoursrecord van 2:19.12 van de Japanse Mizuki Noguchi uit 2005. Mikitenko had op de finish een voorsprong van meer dan twee minuten.
In totaal finishten er 35.786 marathonlopers, waarvan 28.357 mannen en 7429 vrouwen.

## Uitslagen

### Mannen
| rang   | naam                      | land | tijd    |
| ------ | ------------------------- | ---- | ------- |
| Goud   | Haile Gebrselassie        | ETH  | 2:03.59 |
| Zilver | James Kwambai             | KEN  | 2:05.36 |
| Brons  | Charles Kamathi           | KEN  | 2:07.48 |
| 4      | Mariko Kiplagat Kipchumba | KEN  | 2:09.03 |
| 5      | Mesfin Adimasu            | ETH  | 2:12.02 |
| 6      | Joseph Ngolepus           | KEN  | 2:12.07 |
| 7      | Kenjiro Jitsui            | JPN  | 2:12.48 |
| 8      | Toshinari Suwa            | JPN  | 2:13.04 |
| 9      | Falk Cierpinski           | GER  | 2:13.30 |
| 10     | Francis Kiprop            | KEN  | 2:14.30 |
| 11     | Andrew Limo               | KEN  | 2:15.30 |
| 12     | Stefan Koch               | GER  | 2:15.38 |
| 13     | Ketema Nigusse            | ETH  | 2:15.45 |
| 14     | Josphat Keiyo             | KEN  | 2:18.06 |
| 15     | Jeppe Farsöht             | DEN  | 2:19.26 |
| 16     | Zevedia Wodage            | ISR  | 2:19.40 |
| 17     | Hermann Achmüller         | ITA  | 2:19.45 |
| 18     | Jan Bialk                 | POL  | 2:19.53 |
| 19     | Hussein Awada             | LIB  | 2:20.36 |
| 20     | Debele Gudeta Tola        | ETH  | 2:21.31 |

### Vrouwen
| rang   | naam                | land | tijd    |
| ------ | ------------------- | ---- | ------- |
| Goud   | Irina Mikitenko     | GER  | 2:19.19 |
| Zilver | Askale Tafa         | ETH  | 2:21.31 |
| Brons  | Helena Kirop        | KEN  | 2:25.01 |
| 4      | Rose Cheruiyot      | KEN  | 2:26.25 |
| 5      | Gulnara Vigovskaya  | RUS  | 2:30.03 |
| 6      | Shiru Deriba        | ETH  | 2:31.20 |
| 7      | Edyta Lewandowska   | POL  | 2:33.00 |
| 8      | Evelyne Kimuria     | KEN  | 2:35.53 |
| 9      | Daniela Cirlan      | ROU  | 2:36.18 |
| 10     | Živilė Balčiūnaitė  | LTU  | 2:36.40 |
| 11     | Anne-Mette Aagaard  | DEN  | 2:37.04 |
| 12     | Maja Neuenschwander | SUI  | 2:38.53 |
| 13     | Tsige Worku         | ETH  | 2:46.03 |
| 14     | Esther Erb          | USA  | 2:46.33 |
| 15     | Wenche Kvaeven      | NOR  | 2:48.48 |
| 16     | Susanne Bog         | GER  | 2:48.53 |
| 17     | Sui Ping Fan        | HKG  | 2:49.08 |
| 18     | Beata Baginska      | GER  | 2:50.15 |
| 19     | Hui Anne Qi         | SGP  | 2:50.30 |
| 20     | Tina Parits         | AUT  | 2:51.19 |

1974 ·
1975 ·
1976 ·
1977 ·
1978 ·
1979 ·
1980 ·
1981 ·
1982 ·
1983 ·
1984 ·
1985 ·
1986 ·
1987 ·
1988 ·
1989 ·
1990 ·
1991 ·
1992 ·
1993 ·
1994 ·
1995 ·
1996 ·
1997 ·
1998 ·
1999 ·
2000 ·
2001 ·
2002 ·
2003 ·
2004 ·
2005 ·
2006 ·
2007 ·
2008 ·
2009 ·
2010 ·
2011 ·
2012 ·
2013 ·
2014 ·
2015 ·
2016 ·
2017 ·
2018